# Église Saint-Mathieu de Salles-sur-l'Hers
L'église Saint-Mathieu de Salles-sur-l'Hers est une église située en France sur la commune de Salles-sur-l'Hers, dans le département de l'Aude en région Occitanie.
Le clocher-mur a été inscrit au titre des monuments historiques en 1926.

## Description
L'église Saint-Mathieu de Salles-sur-l'Hers est une église romane à clocher-mur.

## Localisation
L'église est située sur la commune de Salles-sur-l'Hers, dans le département français de l'Aude.

## Mobilier
Une statue de la Vierge Marie au sein de l'église est désignée comme miraculeuse, à la suite de quelques miracles, par le pape Clément VIII dans un bref pontifical d'avril 1604. S'ensuivirent la création d'une confrérie et d'un pèlerinage encore en vigueur au XIXe siècle.